# 切爾西鎮區 (巴特勒縣)
切爾西鎮區（英語：Chelsea Township）為位在美國堪薩斯州巴特勒縣的鎮區。2010年美国人口普查中該鎮區人口有267人。

## 歷史
切爾西鎮區於1876年設立。該鎮區名稱以波士頓附近的城市切尔西命名。

## 地理
切爾西鎮區涵蓋面積277.68平方（107.21平方英里），境內無城鎮設立。

### 墓園
根據美國地質調查局的資料，此鎮區僅有1座墓園：
- 切爾西墓園（Chelsea Cemetery）

### 溪流
通過此鎮區的溪流有：
- 科爾溪（Cole Creek）
- 德切溪（Durechen  Creek）
- 吉爾摩支流（Gilmore Branch）

## 人口統計
根據2010年美國人口普查，切爾西鎮區人口有267人，人口密度為0.96人/平方公里。種族方面，96.25%為白人；0%為非裔美洲人；0.75%為美洲原住民；0.75%為亞洲人；0%為太平洋島民；0.75%為其他種族；另外有1.5%為兩個或以上的種族。而西班牙裔美國人或拉丁美洲人佔該鎮區人口的1.5%。

## 外部連結
- City-Data.com （页面存档备份，存于）